# Шалана
Шалана (баш. Шылан) — деревня в Благовещенском районе Башкортостана, относится к Ильино-Полянскому сельсовету.

## Население
| 2002 | 2009 | 2010 |
| ---- | ---- | ---- |
| 1    | ↗3   | ↗6   |

Согласно переписи 2002 года, преобладающая национальность — русские (100 %).

## История
Шалана (починок Шеланы) был образован в начале 1890-х годов.
Здесь проживали Шубины, Шадрины, Фукаловы, Скрябины, Перминовы, Кулешевы, Новокшеновы — всего 16 дворов. Отмечается, что в 1895 году в поселении была своя кузница.
К 1913 году в деревне проживало уже 229 крестьян, землю арендовали у башкир. Было образовано Шеланинское сельское общество. Есть сведения, что шеланинские мужики смогли купить у башкир землю, но сразу после этого разгорелся земельный спор с крестьянами Ситниковского починка, претендовавшими на эту территорию. Конфликт дошел до того, что всех взрослых мужчин Шеланинского сельского общества приговорили к месячному тюремному заключению: сначала отсидела одна половина общества, затем другая.
В 1917 году у многих крестьян уже была своя земля. Самым богатым был 62-летний Яков Терентьевич Жаворонков: он имел 33 десятины земли, засевал 21 десятину, держал 6 лошадей, 13 коров, 40 овец и 9 свиней. Его семья состояла из 23 человек, что было редкостью даже для того времени. Возможно, именно семья Жаворонковых была самой большой, проживавшей в то время на территории современного Благовещенского района.
Вплоть до конца советских времен деревня Шалана (название населенного пункта немного изменилось) входила в состав Турушлинского сельсовета. Во время коллективизации деревня вошла в состав колхоза «Колос», в 1950-е годы — колхоза имени Молотова, в 1957 — совхоза «Степановский».
Сегодня эта деревня входит в состав Ильина-Полянского сельсовета.

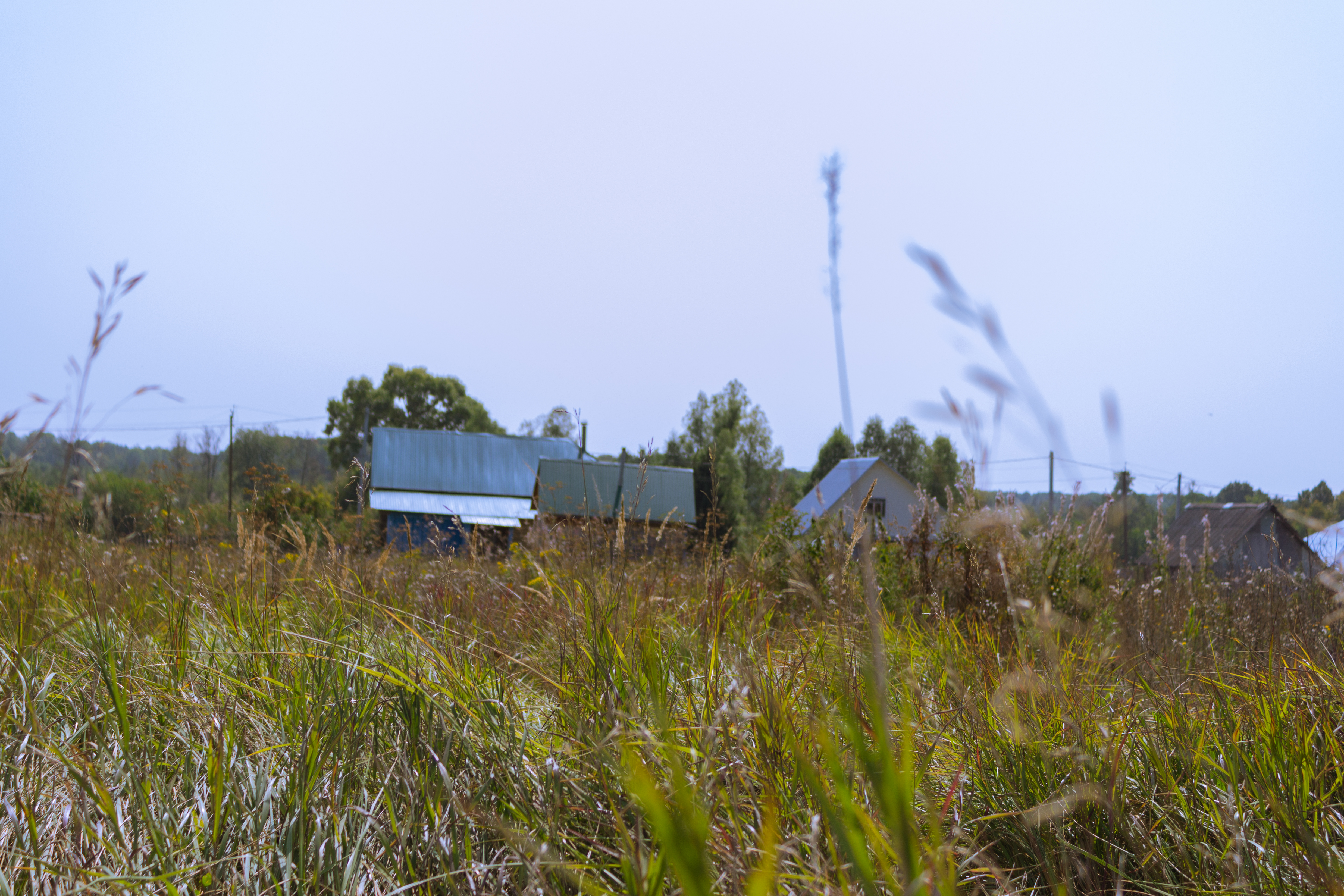
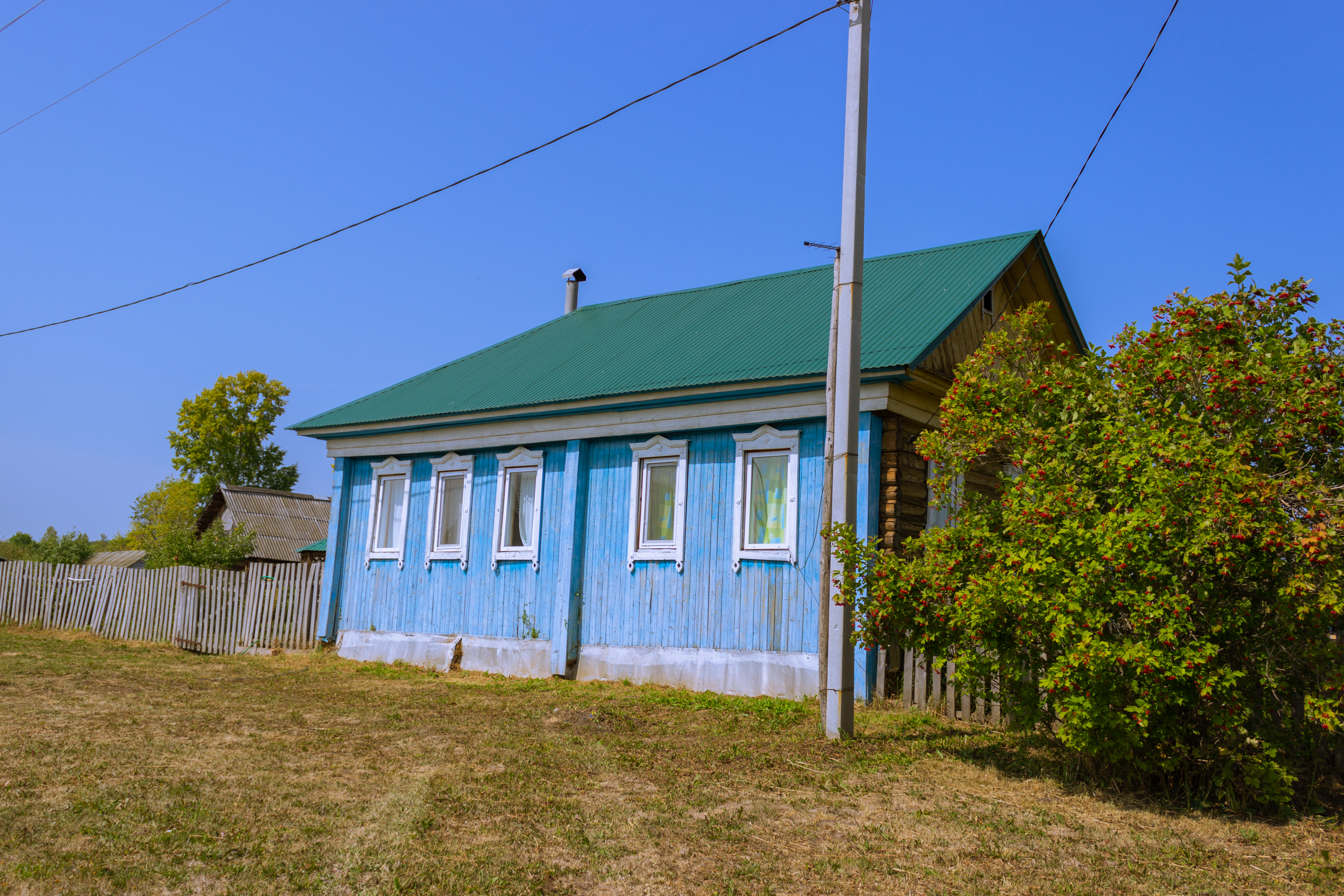
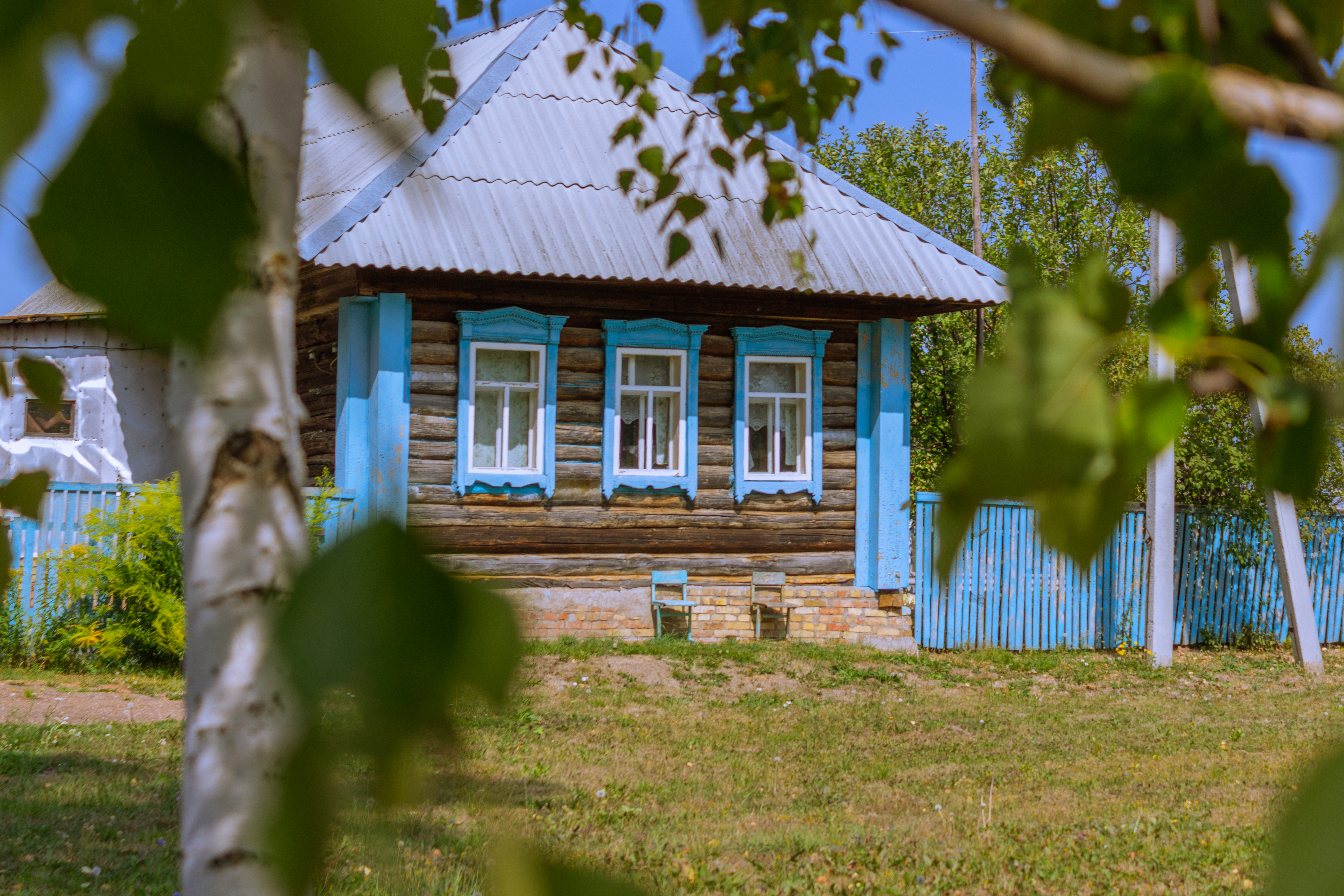
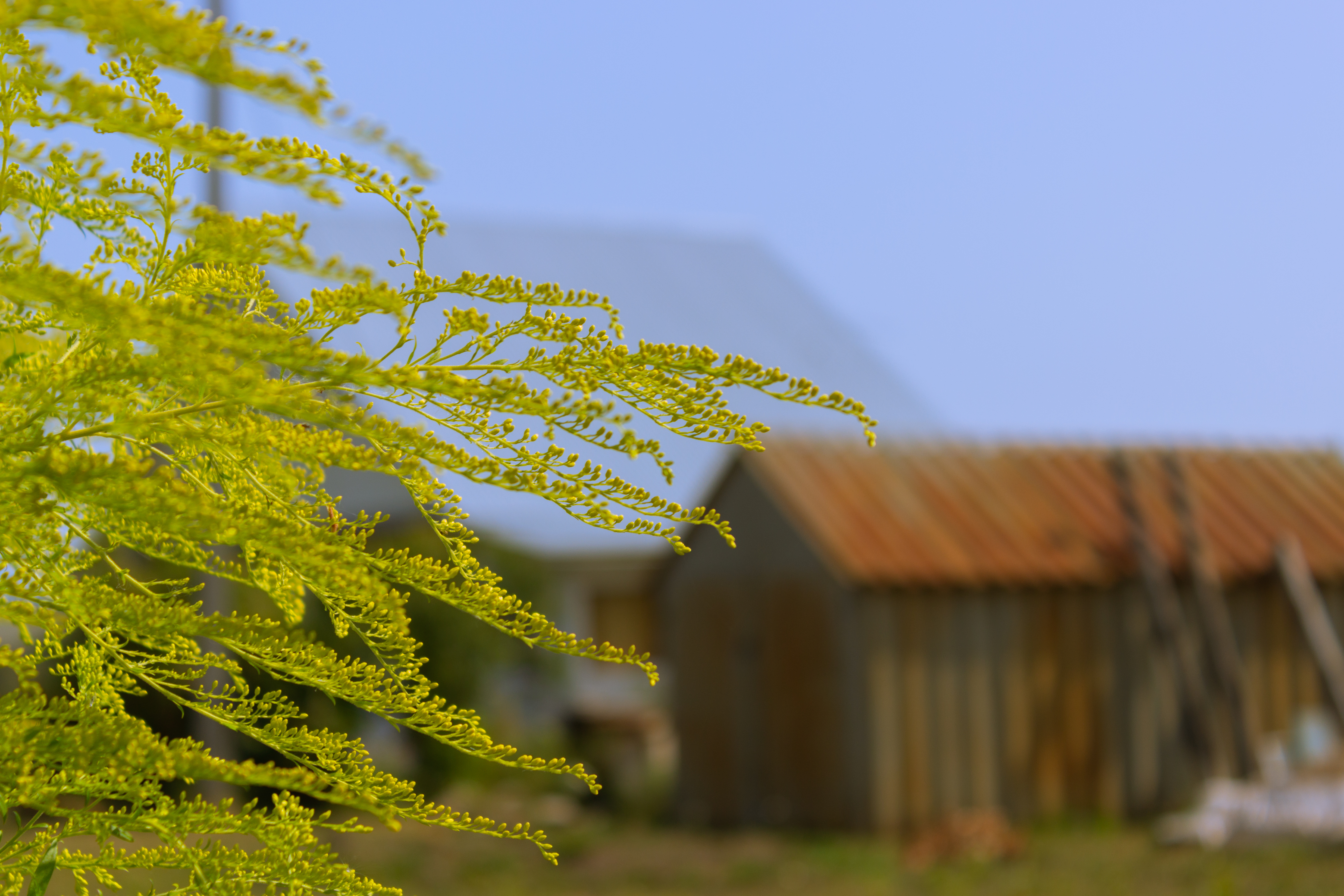
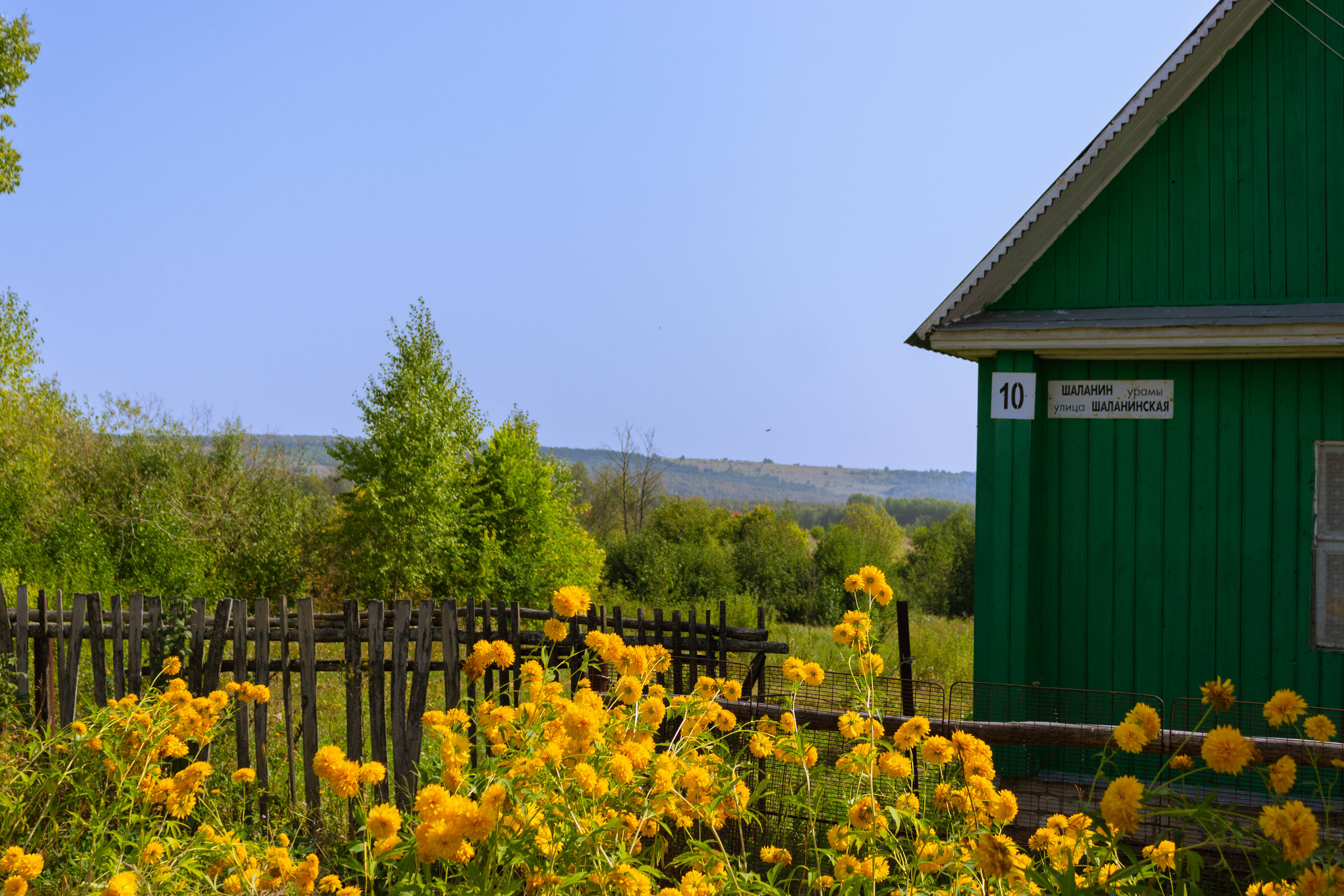

## Географическое положение
Расстояние до:
- районного центра (Благовещенск): 25 км,
- центра сельсовета (Ильино-Поляна): 11 км,
- ближайшей ж/д станции (Загородная): 40 км.